# Raphia sudanica
Espèce
Synonymes
- Raphia bandamensis A.Chev.[1]
- Raphia heberostris Becc.[1]

Raphia sudanica est une espèce de plantes de la famille des Arecaceae (les palmiers) et du genre Raphia présente en Afrique tropicale.

## Description
C'est un palmier arborescent, rarement acaule, de 2 à 8 m de hauteur, avec des feuilles très épineuses.

## Distribution

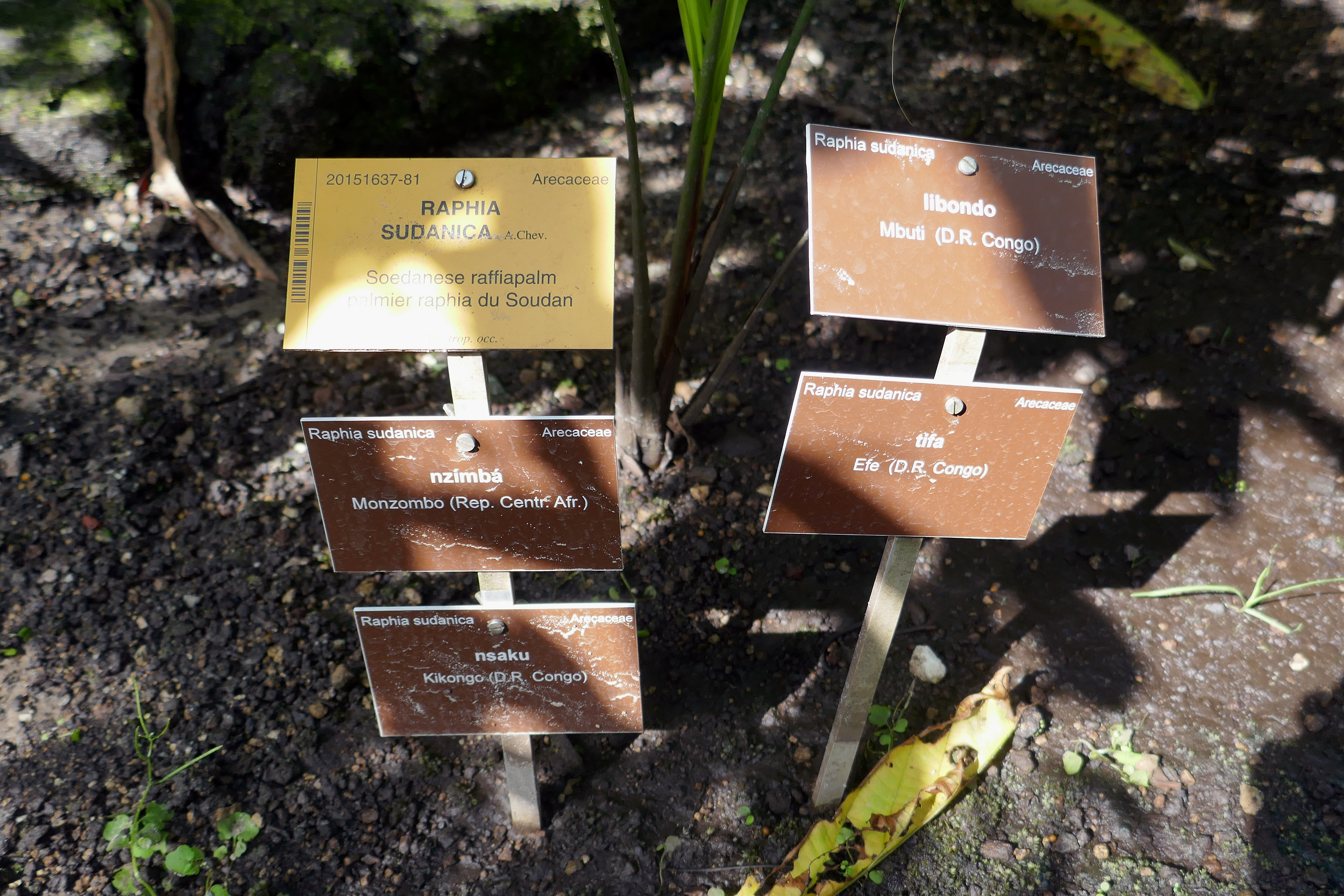
Quelques noms vernaculaires.

L'espèce est présente en Afrique tropicale, du Sénégal au Cameroun, la seule du genre Raphia distribuée strictement dans la région soudano-zambienne.

## Habitat
Plante héliophile et aimant l'humidité, on la rencontre dans les marécages des régions de savane, le long des cours d'eau, dans les forêts galeries où elle forme la strate arborée .

## Utilisation
De nombreuses parties de la plante sont utilisées. Le bourgeon terminal est incisé pour récolter la sève qui produit un vin de palme, jugé de meilleure qualité que celui de Raphia vinifera. Les fibres sont utilisées en ficellerie et en sparterie (raphia). Le stipe, les pétioles et les feuilles sont utilisés dans la construction (charpente, toiture). Les folioles servent à la confection des nattes.